# Lamis sats
Lamis sats är inom statik en ekvation som relaterar storlekarna av tre koplanära, konkurrenta och icke-kolinjära krafter som bevarar objekt i statisk jämvikt, med vinklar direkt motsatta till de motsvarande krafterna. Enligt satsen är:
{\displaystyle {\frac {A}{\sin \alpha }}={\frac {B}{\sin \beta }}={\frac {C}{\sin \gamma }}}
där A, B och C är storlekarna av tre koplanära, konkurrenta och icke-kolinjära krafter som bevarar objekt i statisk jämvikt, och
α, β och γ är de direkt motsatta vinklarna till de motsvarande krafterna A, B och C.
Lamis sats används inom statisk analys av mekaniska och strukturella system. Satsen är uppkallad efter Bernard Lamy.

## Bevis
Antag att det finns tre koplanära, konkurrenta och icke-kolinjära krafter som bevarar objekt i statisk jämvikt. Enligt triangellagen, kan diagrammet som följer rekonstrueras:
Genom sinussatsen,
{\displaystyle {\frac {A}{\sin(\pi -\alpha )}}={\frac {B}{\sin(\pi -\beta )}}={\frac {C}{\sin(\pi -\gamma )}}}
{\displaystyle \Rightarrow {\frac {A}{\sin \alpha }}={\frac {B}{\sin \beta }}={\frac {C}{\sin \gamma }}}